# 帕滕斯·伊贝克维·阿卜杜拉
帕滕斯·伊贝克维·阿卜杜拉（Patience Ibekwe Abdullah，1963年4月7日—），尼日利亚阿南布拉州奥尼查奥多杰村人，尼日利亚前副警察总监。在晋升副警察总监之前，她曾在阿布贾总统府国家安全顾问办公室担任警察助理总监，从事国家安全活动。2015年，她还担任了尼日利亚埃邦伊州警察局长。

## 生平
1963年4月7日，帕滕斯出生于尼日利亚阿南布拉州奥尼查的奥多杰村。她的父亲迈克·伊贝克韦是一名老警察，他在1970年尼日利亚内战结束后不久，以尼日利亚东中部州的警察专员身份退休。
1989年，帕滕斯加入尼日利亚警察部队，成为一名ASP学员。2015年，她被任命为埃邦伊州警察局长。在担任州警察局长期间，她针对高犯罪率推出了许多计划，包括展示武力计划（Show of force）和减少犯罪计划（Walk down crime）。在大量居民检举检查站的警察腐败后，她拆除了州内道路上的警察检查站。任期内，她还被埃邦伊州商业摩托车联盟的骑手们起了“（好妈妈）”的绰号。后来她被调到阿布贾警察总部，担任负责部队情报的警察专员。
2018年4月20日，在阿布贾举行的警察事务委员会第27次全体会议上，警局晋升她为助理警察总监，被派往阿布贾总统府国家安全顾问办公室工作。2018年10月9日至11日，在阿布贾举行的警察事务委员会全体会议上，委员会批准晋升三名助理警察总监为副警察总监，阿卜杜拉是其中唯一的女性。她的晋升于2018年11月1日正式生效。2019年1月15日，在穆罕默德·阿达姆被任命为新的警察总监后，她从尼日利亚警察部队退役。她的退休是为了进一步落实公约，该公约提议在任命一名新总监官员领导警察部队时，此前老得高级警官应退休。此前有7名副警察总监和8名助理警察总监在阿达姆之前加入警方，这些警官均在阿达姆被任命为警察总监时退休。2019年1月28日，阿卜杜拉正式从警队退役。